# Fairytales (Alexander Rybak)
Fairytales è il primo album in studio del musicista bielorusso-norvegese Alexander Rybak, pubblicato nel 2009.
Con il singolo Fairytale, l'artista ha vinto l'Eurovision Song Contest 2009.

## Tracce
1. Roll with the Wind – 3:34
2. Fairytale – 3:05
3. Dolphin – 4:16
4. Kiss and Tell – 3:20
5. Funny Little World – 3:46
6. If You Were Gone – 4:31
7. Abandoned – 4:09
8. 13 Horses – 5:42
9. Song from a Secret Garden – 3:30